# Pedro Marqués
Pour l'homme politique, voir Pedro Marques.
Pour les articles homonymes, voir Marques (homonymie).
Pedro Marqués, de son nom complet (en espagnol) Pedro Miguel Juan Buenaventura Bernadino Marqués i García, (en catalan) Pere Miquel Joan Bonaventura Bernardí Marquès i Garcia (né à Palma de Majorque le 20 mai 1843 - mort à Palma de Majorque le 26 février 1918) est un compositeur espagnol.

## Biographie
Il est le fils du peintre Josep Maria Marquès i Carles. Il se forma d'abord dans sa ville natale où il apprend le violon auprès de Honorat Noguera et Francesc Montis puis avec le chef d'orchestre italien O. Foce, qui dirige lʼOrquestra del Cercle Mallorquí. En 1859, il reçoit une bourse pour aller à Paris pour étudier le violon avec Jules Armingaud et Delphin Alard. Il entre au Conservatoire de musique et de déclamation à Paris où il a comme professeurs Joseph Massart (violon) et François Bazin (harmonie). Il rencontre Hector Berlioz qui lui donne des conseils. De retour en Espagne, en 1866, il s'établit à Madrid où il entre au Conservatoire avec comme maîtres Francesc Frontera, musicien majorquin, le violoniste Jesús de Monasterio et M. Galiana pour l'harmonie. C'est un des initiateurs de la musique symphonique espagnole, avec sa Sinfonía en sí bemol (1867). Quatre autres symphonies suivront. Il est également l'auteur de diverses pièces de musique de chambre et de nombreuses zarzuelas, parmi lesquelles on peut souligner Justos por pecadores (1872), El Motín de Aranjuez, El aquelarre et, surtout, El anillo de hierro (1878).
Son frère Josep Maria Marquès i García a été peintre comme leur père.

## Œuvres

### Œuvres symphoniques
- 1869 Symphonie no 1 en si bémol, sous titrée Història d'un dia (créée le 2 mai 1869, sous la direction de Jesús Monasterio)
- 1870 Symphonie no 2 en mi bémol majeur (créée le 3 avril 1870, sous la direction de Jesús Monasterio)
- 1876 Symphonie no 3 en si mineur op. 30 (créée le 2 avril 1876, sous la direction de Jesús Monasterio)
- 1878 Symphonie no 4 en mi majeur (créée le 21 avril 1878, sous la direction de Mariano Vázquez)
- 1880 Symphonie no 5 en do mineur (créée le 29 février 1880, qui lui a valu le surnom de «Beethoven espagnol»)
- 1904 La cova del Drac, poème symphonique (direction d'Enrique Granados)
- Ouverture La Selva Negra
- 1871 Gran marxa de concert en do mineur (9 septembre 1871)

### Zarzuelas
- 1871 Justos por pecadores en collaboration avec Cristóbal Oudrid (Teatro de la Zarzuela, le 25 octobre 1871)
- 1871 La canción del marinero
- 1871 Los hijos de la costa (Teatro de la Zarzuela, le 10 février 1871)
- 1871 Perla (Teatro de la Zarzuela, le 2 décembre 1871)
- 1873 La hoja de parra, passatemps còmic-líric (Teatro del Circo, Madrid, le 2 septembre 1873)
- 1874 El maestro de Ocaña (Teato de la Zarzuela, le 31 octobre 1874)
- 1875 La monja alférez (Teatre de la Zarzuela, le 24 novembre 1875)
- 1876 Temores y sobresaltos (Teatro de la Zarzuela, décembre 1876)
- 1878 El anillo de hierro (3 actes, livret de Marcos Zapata, création le 7 novembre 1878 au Teatro de la Zarzuela à Madrid)
- 1879 Camoens (3 actes, Teatro de la Zarzuela, le 24 février 1879)
- 1880 Florinda (3 actes, Teatro de la Zarzuela, le 6 mars 1880)
- 1880 La mendiga del Manzanares (Teatro Apolo, le 14 décembre 1880)
- 1882 El alcalde de Toledo (Teatro de la Zarzuela, le 21 janvier 1882)
- 1883 La cruz de fuego (3 actes, Teatro Apolo, le 8 octobre 1883))
- 1884 El reloj de Lucerna (3 actes, livret de Marcos Zapata, basé sur des événements en Suisse après la mort de Guillaume Tell, création au Teatro Apolo, le 1er mars)
- 1885 Un regalo de boda (Zapata, Teatro de la Zarzuela, le 1er décembre 1885),
- 1888 La campana milagrosa (Marcos Zapata, Teatro del Circo del Price, le 3 mars 1888)
- 1889 El Motín de Aranjuez (Teatro de la Zarzuela, le 2 mars 1889)
- 1889 El plato del día (extravagancia lírica en 1 acte, livret de Andrés Ruesga, Manuel Lastra and Enrique Prieto, Teatro de la Alhambra, le 20 avril 1889)
- 1891 El monaguillo (zarzuela cómica en 1 acte, livret de Emilio Sánchez Pastor, Teatro Apolo, le 6 mai 1891)
- El aquelarre (Teatro del Principe Alfonso)

### Autres
- 1872 Primera lágrima (première version pour orchestre, 8 juin 1872, la seconde pour piano, septembre 1878)
- 1916 Himno a Ramon Llull
- Método elemental y progresivo de violín